# Claude Mérelle
Claude Mérelle (nascuda Lise Henriette Marie Laurent; 17 de maig de 1888 - 16 de desembre de 1976) va ser una actriu d'escenari i cinema francesa que va aparèixer en nombroses pel·lícules durant l'era del cinema mut de principis dels anys 10 fins a finals dels 20.

## Carrera
Claude Mérelle va néixer Lise Henriette Marie Laurent a Colombes, França el 1888, va debutar al cinema al curt de 1912 Les noces siciliennes, dirigit per Louis Feuillade. Va aparèixer en nombroses sèries cinematogràfiques durant la dècada de 1910 sota el nom de Lise Laurent i dirigida per cineastes com Feuillade, Henri Pouctal i Henri Diamant-Berger abans d'utilitzar el nom artístic de Claude Mérelle a partir de 1918.Mérelle va aparèixer més sovint en sèries cinematogràfiques al llarg de la seva carrera, com ara Les aventures de Robinson Crusoé, dirigida per Gaston Leprieur (1924); Les amours de Rocambole, dirigida per Charles Maudru (1924); Jean Chouans, dirigida per Luitz-Morat (1925); Le capitaine Rascasse, Henri Desfontaines i Le juif errant, de Luitz-Morat, ambdues el 1926. La seva última aparició al cinema va ser al drama de 1928 Rapa-Nui (també conegut com The Golden Abyss) dirigida per Mario Bonnard i protagonitzada per André Roanne.

## Vida personal
Claude Mérelle va estar casat amb l'actor de cinema i escena Albert Decoeur des de 1923 fins a la seva mort el 1942. Els dos havien aparegut en diverses pel·lícules junts. Es va retirar del cinema el 1928 i va morir a Niça el 1976 als 88 anys.

## Filmografia
sota el nom de Lise Laurent
- Le Mystère des bois (anònim)
- 1912 : Les Noces siciliennes de Louis Feuillade
- 1914 : La Bouquetière des Catalans de Gaston Ravel
- 1914 : La Petite Réfugiée de Gaston Ravel
- 1914 : Les Fiancées de 1914 de Louis Feuillade (curtmetratge)
- 1914 : L'Union sacrée de Louis Feuillade : la femme de l'industriel
- 1914 : Le Roman de Midinette de Louis Feuillade (curtmetratge)
- 1915 : Pêcheur d'Islande d'Henri Pouctal
- 1915 : L'Angoisse au foyer de Louis Feuillade (curtmetratge)
- 1915 : Celui qui reste de Louis Feuillade (curtmetratge) : Madame d'Arbelle
- 1915 : Le Collier de perles de Louis Feuillade (curtmetratge)
- 1915 : Le Colonel Bontemps de Louis Feuillade (curtmetratge) : Madame de Lestranges
- 1915 : Deux françaises de Louis Feuillade (curtmetratge) : la tragédienne
- 1915 : L'Escapade de Filoche de Louis Feuillade (curtmetratge) : la veuve joyeuse
- 1915 : Le Fer à cheval de Louis Feuillade (curtmetratge)
- 1915 : Fifi tambour de Louis Feuillade (curtmetratge)
- 1915 : L'Autre devoir de Léonce Perret
- 1916 : Le Rêve d'Yvonne de Georges Denola
- 1916 : Chantecoq o L'Espionne de Guillaume d'Henri Pouctal
- 1916 : Debout les morts ! de Léonce Perret, André Heuzé i Henri Pouctal
- 1916 : La Confrontation (anònim)
- 1916 : Le Mirage du cœur de Roger Tréville
- 1916 : Paris pendant la guerre d'Henri Diamant-Berger
- 1916 : Fille d'Ève de Gaston Ravel (curtmetratge)

Sota el nom de Claude Mérelle
- 1918 : La Femme de Claude de M. Maurice
- 11919 : La Croisade de René Le Somptier : Betty Isvalow
- 1919 : Au travail d'Henri Pouctal (projectat en 7 capítols) : Fernande Delaveau
- 1920 : Les Mystères du ciel de Gérard Bourgeois : Cléopâtre
- 1921 : Les Aventures de Robinson Crusoé de Gaston Leprieur et Mario Garguelo : Magda
- 1921 : Le Roi de Camargue d'André Hugon : la Zingara
- 1921 : Els tres mosqueters (Les Trois Mousquetaires) d'Henri Diamant-Berger (en 12 épisodes) : Milady de Winter
- 1922 : La Bouquetière des innocents de Jacques Robert : Léonora Caligaï / Margot, la bouquetière
- 1922 : Le Diamant noir d'André Hugon (diffusé en deux époques) : Fraülen
- 1922 : Notre Dame d'amour d'André Hugon : Roselyne
- 1922 : Stella Lucente de Raoul d'Auchy
- 1923 : L'Espionne d'Henri Desfontaines : la comtesse Zicka
- 1923 : Le Petit Chose d'André Hugon : Irma Borel
- 1923 : Les Premières Armes de Rocambole de Charles Maudru : Baccara
- 11924 : Les Amours de Rocambole de Charles Maudru : Baccara
- 1924 : Jocaste de Gaston Ravel : Jocaste
- 1924 : Le Vert galant de René Leprince : la duchesse de Montpensier
- 1925 : Jean Chouan de Luitz-Morat (: Maryse Fleurus
- 1925 : Mylord l'Arsouille de René Leprince : Lady Seymour
- 1926 : Le Capitaine Rascasse d'Henri Desfontaines : Madelon, la "reine du whisky"
- 1926 : Le Juif errant de Luitz-Morat : la baronne de Saint-Dizier
- 1928 : Rapa Nui de Mario Bonnard : Coreto